# Rudolf, a rénszarvas (film, 1998)
A Rudolf, a rénszarvas (eredeti cím: Rudolph the Red-Nosed Reindeer: The Movie) 1998-ban bemutatott amerikai-kanadai rajzfilm, amely Robert May története alapján készült. Az animációs játékfilm rendezője és producere William R. Kowalchuk. A forgatókönyvet Michael Aschner írta, a zenéjét Al Kasha és Michael Lloyd szerezte. A mozifilm gyártója és forgalmazója a Goodtimes Entertainment. Műfaja kalandfilm, musicalfilm és romantikus film.
Amerikában 1998. október 16-án mutatták be a mozikban, Magyarországon 1998-ban karácsonya előtt adták ki VHS-en, majd 2003. október 23-án jelent meg DVD-n.

## Cselekmény
A film elején megszületik,egy piros orrú rénszarvas,Villám kölyke, aki a Rudolf nevet kapja. Rudolfnak nem csak szimplán piros az orra, de néha még világit is, amiért sokan csúfolják őt. Eközben a manók teljesen tönkre tették a királynő kertjét, amire nagyon mérges is lesz. Később Rudolfot az iskolában is csúfolják, hogy ezzel az orral soha nem lehet szánhúzó. A Mikulás megvigasztalja, hogy igenis lehet. Karácsony éjjelén Rudolf elmegy sétálni Zoey-val, de megzavarja őket Nyil , egy másik rénszarvas aki selejtnek hívja Rudolfot és elmennek Zoey-val. A történet közben Rudolf és a többi kis szarvas, fiatal tinikké cseperedtek, és részt vesznek a szánhúzó versenyen. Aztán kiderül hogy Rudolf orra egy baleset következménye. Majd Rudolf világgá megy, a sok gúnyolódás miatt, és Zoey-nak nagyon hiányzik.

## Szereplők
| Szereplő              | Eredeti hang     | Magyar hang        |
| --------------------- | ---------------- | ------------------ |
| Rudolf (gyerek)       | Eric Pospisil    | Kováts Dániel      |
| Rudolf (fiatal)       | Kathleen Barr    | Bolba Tamás        |
| Zoey (gyerek)         | Vanessa Morley   | Bogdányi Titanilla |
| Zoey (fiatal)         | Myriam Sirois    | Zakariás Éva       |
| Mikulás               | John Goodman     | Sinkovits Imre     |
| Vihar Ella királynő   | Whoopi Goldberg  | Némedi Mari        |
| Huncut, a sarki róka  | Eric Idle        | Cseke Péter        |
| Leonard, a jegesmedve | Bob Newhart      | Uri István         |
| Villám                | Garry Chalk      | Schnell Ádám       |
| Mici                  | Debbie Reynolds  | Orosz Helga        |
| Mikulás felesége      | Debbie Reynolds  | Gombos Katalin     |
| Peckes asszony        | Debbie Reynolds  | Oláh Orsolya       |
| Fagyi, a pingvin inas | Lee Tockar       | Pathó István       |
| Gézen                 | Lee Tockar       | Kassai Károly      |
| Gúz                   | Richard Simmons  | Breyer Zoltán      |
| Nyíl (gyerek)         | Christopher Gray | Stukovszky Tamás   |
| Nyíl (fiatal)         | Matt Hill        | Fekete Zoltán      |
| Játékvezető           | Paul Dobson      | Szűcs Sándor       |

## Betétdalok
| Magyar                                  | Magyar                                                              | Angol                                    | Angol                                                                  |
| Dal                                     | Előadó                                                              | Dal                                      | Előadó                                                                 |
| --------------------------------------- | ------------------------------------------------------------------- | ---------------------------------------- | ---------------------------------------------------------------------- |
| Rudolf, a legifjabb rénszarvas (I-II)   | Náray Erika Fekete Zoltán                                           | Rudolph The Red-Nosed Reindeer (I-II)    | Elizabeth Carol Savenkoff Clint Black                                  |
| Ilyen furcsán fénylő orr                | Fekete Zoltán Gerdesits Ferenc Grúber Zita Pataki Ági Rácz István   | What About His Nose                      | Garry Chalk Debbie Reynolds Pointer nővérek                            |
| Sok éjszakánk készül ám                 | Fekete Zoltán Gerdesits Ferenc Grúber Zita Pataki Ági Rácz István   | Christmas Town                           | Pointer nővérek                                                        |
| Szánhúzó legyél                         | Rácz István                                                         | Santa's Family                           | John Goodman                                                           |
| Gyönyörű karácsony                      | eredeti nyelven                                                     | Wonderful Christmastime (1977)           | Wings                                                                  |
| Bennünk él a fény                       | Fekete Zoltán Pataki Ági                                            | Show Me The Light (Love Theme)           | Debbie Lytton                                                          |
| Lehetne rosszabb is                     | Gerdesits Ferenc Grúber Zita Pataki Ági                             | It Could Be Worse                        | Eric Idle Pointer nővérek                                              |
| Gyűlöllek nagyon                        | Pataki Ági                                                          | I Hate Santa Claus                       | Carmen Twillie                                                         |
| Mert az álma valahára teljesül          | Fekete Zoltán                                                       | We Can Make It                           | Johnny Tillotson Tommy Roe Brian Hyland                                |
| Rudolf, a legifjabb rénszarvas (repríz) | Náray Erika Fekete Zoltán Gerdesits Ferenc Grúber Zita Pataki Ágnes | Rudolph The Red-Nosed Reindeer (Reprise) | Elizabeth Carol Savenkoff John Goodman Debbie Reynolds Pointer nővérek |

## Televíziós megjelenések
HBO 